# Jan Peka (dramatik)
Jan Peka (24. dubna 1907 Smíchov – 26. září 1972 Praha) byl český autor divadelních a rozhlasových her.

## Dílo

### Knihy
- 1944 Andělíček Pepíček : vánoční legenda Praha : Jos. R. Vilímek, 1944
- 1945 Vášův ruský medvídek, ruským textem doplnil Vladimír Wynnyczuk, Praha : Jos. R. Vilímek, 1945

### Divadelní hry
- Než vypluje loď : Hra pro dětský soubor, úprava stejnojmenné hry Oty Šafránka, Praha : Publikační odbor ministerstva informací, 1947

### Rozhlasové hry
- 1960 - Achilleus. Hudba Evžen Illín. Dramaturg Jaroslav Pour. Režie Miloslav Disman. Osoby a obsazení: Priamos, král Trojský (Zdeněk Štěpánek), Thetis, matka Achilleova (Dana Medřická), Homér (Antonín Zíb), Achilleus (Václav Voska), Patroklos (Miroslav Doležal), Odysseus (Soběslav Sejk), Ajas (František Hanus), Agamemnon, vůdce všch vojsk Achájů (Vladimír Leraus), Meneláos (Karel Beníško), Nestor, nejstarší z Řeků (Otomar Korbelář), Kalchas, věštec, stařec (Zdeněk Hodr), Foinix, starý Achilleův vychovatel (Vladimír Hlavatý), Hektor, trojský hrdina (Luděk Munzar), Paris (Karel Hlušička), Pallas Athene (Vlasta Chramostová) a Diomedes (Bohuš Hradil) a další. Nahráno v Čerskoslovenském rozhlasu v Praze.[2]